# شاهدالعالم شاهد
شاهدالعالم شاهد (بنگالی: শাহেদুল আলম শাহেদ؛ زادهٔ ۱ ژوئیهٔ ۱۹۹۳) بازیکن فوتبال اهل بنگلادش است.
وی همچنین در تیم‌های ملی فوتبال زیر ۲۳ سال بنگلادش، و بنگلادش بازی کرده است.